# Astrocottus matsubarae
Astrocottus matsubarae és una espècie de peix pertanyent a la família dels còtids.

## Descripció
- Fa 5 cm de llargària màxima.
- Nombre de vèrtebres: 29-31.[5][6]

## Hàbitat
És un peix marí, demersal i de clima temperat que viu entre 10-15 m de fondària.

## Distribució geogràfica
Es troba al Pacífic nord-occidental: el Japó.

## Observacions
És inofensiu per als humans.